# Cieneguilla (distrito)
O distrito de Cieneguilla é um dos quarenta e três distritos que formam a Província de Lima, pertencente a Região Lima, na zona central do Peru.
Prefeito: Edwín Subileti Areche (2019-2022)

## Transporte
O distrito de Cieneguilla é servido pela seguinte rodovia:
- LM-117, que liga o distrito à cidade de Langa
- LM-119, que liga o distrito de Santa Anita à cidade de Sangallaya[1][2][3]